# 长孙昕
长孙昕（7世纪—716年2月3日），唐朝官员，官至尚衣奉御，王皇后妹夫。
长孙昕因为琐事一向厌恶御史大夫李杰。开元四年春正月癸未（716年2月3日），尚衣奉御长孙昕与其妹夫杨仙玉在里坊中遇到李杰，二人一起殴打侮辱李杰。执金吾、万年县把他们送到县衙囚禁，长孙昕的岳父王仁皎带了二百骑士把他们劫走。李杰向唐玄宗申诉说：「敗髮膚，痛在身；辱衣冠，恥在國。」唐玄宗大怒，下诏在朝堂斩杀长孙昕。左散骑常侍马怀素认为当时正值阳气调和之月，不可以用斩刑。唐玄宗不听在朝堂斬长孙昕、杨仙玉。

## 資料來源
- 《旧唐书》李杰传
- 《新唐书》李杰传